# یواس‌اس ونونا (اس‌پی-۱۶۵)
یواس‌اس ونونا (اس‌پی-۱۶۵) (به انگلیسی: USS Wenonah (SP-165)) یک کشتی بود که طول آن 163' بود. این کشتی در سال ۱۹۱۵ ساخته شد.